# C-35 (Katalonien)
Die C-35 ist eine Autobahn in Katalonien, Spanien. Sie verbindet die Costa Brava mit der AP-7 nach Barcelona.
Die Autobahn beginnt an der Kreuzung mit der C-65 und verläuft westlich nach Vidreres. Dieses Abschnitt wurde zur Autovia aufgewertet. Nach der Kreuzung mit der N-II und der AP-7 (Kreuzung 9) verläuft die Straße parallel zum River Valley. Die C-35 wird Teil der Eix Maçanet-Platja d’Aro, zusammen mit der C-65 und C-31.